# Andasta semiargentea
Espèce
Andasta semiargentea est une espèce d'araignées aranéomorphes de la famille des Theridiosomatidae.

## Distribution
Cette espèce est endémique du Sri Lanka.

## Description
Le mâle décrit par Brignoli en 1972 mesure 1,24 mm et la femelle 2,27 mm

## Publication originale
- Simon, 1895 : Histoire naturelle des araignées. Paris, vol. 1, p. 761-1084 (texte intégral).